# A Stranger in Town (1943)
A Stranger in Town is een Amerikaans comedy-drama uit 1943 onder regie van Roy Rowland. De hoofdrollen worden vertolkt door Frank Morgan, Richard Carlson en Jean Rogers.

## Verhaal
Bill Adams is de plaatselijke advocaat in Crown Port die ten strijde trekt tegen de corruptie in het stadje. Hij wil zich kandidaat burgemeester stellen, maar krijgt af te rekenen met burgemeester Connison, rechter Harkley, zakenman Blaxton en de sheriff. Wanneer Bill na een provocatie in de gevangenis belandt, spannen zij samen om hem achter de tralies te houden.
Maar dan krijgt Bill hulp uit onverwachte hoek: Joe, een toerist die in de buurt op eendenjacht is, komt zich met de zaak bemoeien en krijgt hem vrij. Uiteindelijk blijkt dat Joe in werkelijkheid John Josephus Grant is, een rechter van het Amerikaans Hooggerechtshof. Nadat Bill van de schok bekomen is, kan zijn politieke carrière beginnen.

## Rolverdeling
| Acteur          | Personage              | Opmerkingen          |
| --------------- | ---------------------- | -------------------- |
| Frank Morgan    | John Josephus Grant    |                      |
| Richard Carlson | Bill Adams             |                      |
| Jean Rogers     | Lucy Gilbert           |                      |
| Porter Hall     | rechter Austin Harkley |                      |
| Robert Barrat   | burgemeester Connison  |                      |
| Donald MacBride | Vinnie Z. Blaxton      |                      |
| Walter Baldwin  | Tom Cooney             |                      |
| Andrew Tombes   | Roscoe Swade           |                      |
| Olin Howland    | Homer Todds            | als Olin Howlin      |
| Chill Wills     | Charles Craig          |                      |
| Irving Bacon    | Orrin Todds            |                      |
| Eddie Dunn      | Henry                  |                      |
| Gladys Blake    | Birdie                 |                      |
| John Hodiak     | Hart Ridges            |                      |
| Edward Keane    | Blaxtons advocaat      |                      |
| Robert Homans   | politiesergeant        | als Robert E. Homans |